# Krzysztof Michał Rupniewski
Krzysztof Michał (Michał Krzysztof) Rupniewski (Rupniowski) herbu Szreniawa (zm. pod koniec 1670 roku) – marszałek Trybunału Radomskiego, kasztelan sądecki w 1669 roku, podwojewodzi krakowski w latach 1658–1666, starosta lelowski w 1653 roku, wojski krakowski w latach 1651–1669.
Syn Stefana i Zabawskiej. Żonaty z Katarzyną Przyjemską miał syna Wojciecha.
Poseł na sejm 1653 roku z województwa krakowskiego. Poseł na sejm 1662 roku z województwa krakowskiego.